# 襄陽国際空港
襄陽国際空港（ヤンヤンこくさいくうこう、韓国語：양양국제공항、英語：Yangyang International Airport）は、大韓民国江原特別自治道襄陽郡にある国際空港である。

## 概要
2002年4月2日に開港。同時に束草空港・江陵空港発着便が当空港に移転し、束草空港・江陵空港は軍用飛行場となった。
開港当初は大韓航空・アシアナ航空がソウル（金浦）への便を運航していたが、江陵からソウルまでは嶺東高速道路経由の高速バスで3 - 4時間で移動できるなどの理由で需要が少なく、アシアナ航空は2002年10月、大韓航空は2004年7月に金浦便の設定を廃止。以後2006年8月まで、定期便は釜山（金海）に1日1便しか設定されていなかった。
後にチェジュ航空が、空白となっていた襄陽空港を埋める形で、ソウル（金浦） - 襄陽間に2006年8月7日より就航。これにより、従来のソウル - 済州間の便に乗り継ぐことによって、襄陽 - 金浦 - 済州間の移動が可能になった。しかし依然として利用者数の低迷は続き、就航から1年にも満たない2007年7月1日には累積赤字が30億ウォンにも達し、金浦便から撤退している。
2008年6月9日より、週4便運航されていた大韓航空の襄陽 - 釜山間も運休となり、定期便が発着しない空港となっていたが、2009年8月よりコリアエクスプレスエアがビーチクラフト 1900を使用し、ソウル（金浦）・釜山との試験運航を開始し、同年11月定期便としての運航を開始した（2010年7月末運休）。2010年5月からはイーストアジアエアラインが済州・釜山（後に蔚山）路線を開設した（2011年12月末運休）。その後、再びコリアエクスプレスエアが再就航して現在に至る。
近年、中国との国際線チャーター便や定期便就航ビザ免除政策の影響などにより、外国人利用者が急増しており、2014年前半基準で、外国人利用者数は約15万2000人で、昨年同時期に比べ5.2倍もの伸びを示し、そのうち98.3%は中国人である。
襄陽国際空港の活性化のため、2025年5月31日までの時限的措置として、ベトナム、フィリピン、インドネシア、モンゴルの４カ国から襄陽国際空港を通じて入国する団体観光客に対して、無査証入国措置を実施していた。
2018年平昌オリンピック・パラリンピックの公式空港にも指定され、開催地へのアクセス機能も担った。(詳細は下記の2018年平昌オリンピック・パラリンピック公式空港 に参照)

## 施設
開港当時出店した飲食店、コーヒーショップ等は、利用客数の伸び悩みですべて一旦閉店した。現在は、一般エリアにコンビニエンスストア（ストーリーウェイ→セブンイレブン→CU）、制限エリア内に免税店があるのみである。

## 就航路線

### 旅客便
| 航空会社         | 就航地 |
| ---------------- | ------ |
| ティーウェイ航空 | 長春   |

### 運休路線
| 航空会社         | 就航地                                                    |
| ---------------- | --------------------------------------------------------- |
| フライカンウォン | 済州、東京/成田、台北、台中、クラーク、ハノイ、ホーチミン |
| エアロK          | 清州                                                      |

2011年よりトランスアジア航空が台北へのチャーター便を運航していたが、赤字により2012年3月5日に廃止となった。
その後、中国からの利用者が増え続け、2013年8月31日、これまでチャーター便として運航されてきた吉祥航空の上海便が定期便化され、同空港初の国際定期便となった（現在は運休）。また、中国各地からのチャーター便も増加している。
2018年5月13日、コリアエクスプレスエアが北九州へ定期便で就航、襄陽国際空港から日本への初の定期便となった。
2019年11月22日、襄陽国際空港をハブ空港とする格安航空会社フライカンウォンが新規就航した。
2021年3月現在、新型コロナウイルスの影響で国際線は運航されておらず、唯一の国内線である、襄陽-済州便も減便となっている。
2022年にフライカンウォンが運航を再開したが、2023年5月より長期運休、民事再生手続きに入った。
2025年8月1日、約2年ぶりに定期路線の運航が再開された。

## 2018年平昌オリンピック・パラリンピック公式空港
2009年10月15日、2018年冬季オリンピックの開催地立候補が締め切られた。国際オリンピック委員会 (IOC) による開催説明会の後、各立候補都市との協議が進められ、そこで平昌招致委員会はIOCに対し全国で２つの空港を提示した。主空港を仁川国際空港、補助空港を襄陽国際空港とするものであった。仁川国際空港には長距離路線を配置し、2500ｍ滑走路しか持たない襄陽国際空港は短距離路線とチャーター機を配置する計画で進められた。
しかし江原道は2011年7月18日、仁川国際空港を利用してソウルから鉄道を建設して来訪するよりも、襄陽国際空港を公式空港として使用した方が、鉄道網の問題を解決し、仁川国際空港の1日の利用客から10％の1万人を誘致することになり、空港活性化が見込めるとして提起。さらに北朝鮮の消費市場と労働力市場を活用して、北東アジアの地図を変える破壊力を持つと期待した。
平昌冬季オリンピック・パラリンピック組織委員会は襄陽国際空港を公式空港に指定するようIOCに要請し、2013年8月31日、2018年平昌オリンピック・パラリンピック公式空港と発表。2016年8月、IOCと基本サービス協定を締結し公式空港に認定された。
2018年2月9日には、平昌オリンピック開会式に出席するために当地を訪問した、日本の安倍晋三首相が搭乗した日本国政府専用機のボーイング747-400が当空港を利用した。
平昌オリンピック大会期間中の2月1日～2月27日まで、大韓航空により仁川国際空港への国際線乗り継ぎ専用便（国際線扱い）が運航された。大韓航空の就航は、2008年6月9日の撤退以来約10年ぶり。